# The Millionaire (filme)
The Millionaire (O milionário) é um curta-metragem mudo norte-americano de 1917, do gênero comédia, estrelado por Oliver Hardy e Billy West.

## Elenco
- Billy West - Billy
- Oliver Hardy - (como Babe Hardy)
- Ethel Marie Burton - Ethel (como Ethel Burton)
- Joe Cohen
- Florence McLaughlin - (como Florence McLoughlin)
- Polly Bailey - (como Polly Van)
- Ethelyn Gibson - (como Ethlyn Gibson)
- Leo White
- June Walker
- Bud Ross - (como Budd Ross)